# 鼻孔
鼻孔（英語：nostril、naris /ˈnɛərɪs/ ，複數型：nares /ˈnɛəriːz/ ）是鼻子的孔口，讓空氣或其他氣體能在鼻腔進出。在鸟类和哺乳动物中，它们鼻子內有分支骨或软骨稱為鼻甲，能在吸入时加热空气、在呼气时去除水氣。鱼用鰓呼吸，但有两个有嗅觉的小孔，也可以称为鼻孔（圆口纲的魚類只有一个鼻孔）。

鼻孔被鼻中隔隔开，鼻中隔有時會彎曲，導致一側鼻孔看起来比另一側大。如果鼻中隔和鼻柱受到嚴重傷害，兩個鼻孔可能不再分離，形成一個更大的孔洞。
与其他四足动物一样，人类有两个外部鼻孔（前鼻孔），以及位於鼻腔後部、頭內的兩個附加鼻孔（稱為后鼻孔、鼻腔後開口）。這些結構將鼻腔與咽喉（鼻咽部）相連，有助於呼吸。
現代四足類動物的水生祖先最初有四個外鼻孔，其中排水用的鼻孔（出水孔）移到了口腔內部。這一演化過程由距今3.95億年的肉鳍鱼肯氏魚化石提供證據，證實鼻孔遷移的過程。肯氏魚的兩個鼻孔位於前牙之間，類似人類胚胎早期的結構。如果這些鼻孔未能合併，就會出現唇腭裂。
每个外鼻孔含有大约1千根鼻毛，能夠过滤花粉和灰尘等异物。 
人類能夠在兩個鼻孔中感知不同的嗅覺輸入，並經歷類似於當兩隻眼睛接收到不同的輸入時所產生雙眼競爭的感知現象。此外，来自两个鼻孔的气味訊號会导致兩種類型的神經活動 ，第一個周期對應於同側的氣味表徵，第二個周期對應於對側的氣味表徵。
鹱形目鸟类的鼻孔有管状延伸与其他鸟类有別；而双髻鲨间距较大的鼻孔可能有助于定位气味来源。  

## 另見
- 扩张鼻孔肌
- 鼻腔循环
- 梨状孔

## 外部連結
- 道兰氏医学词典中的nares